# Maials
Maials és una vila i municipi de Catalunya situat al sud de la comarca del Segrià (Lleida).

## Geografia
- Llista de topònims de Maials (Orografia: muntanyes, serres, collades, indrets..; hidrografia: rius, fonts...; edificis: cases, masies, esglésies, etc).

El seu terme municipal té una extensió de 57,14km², majoritàriament de secà, i es troba al sector meridional de la comarca, limitant amb els municipis de Llardecans al nord i a l'est, Seròs i Almatret a l'oest i Riba-Roja d'Ebre i Flix al sud, essent aquests dos últims de la comarca de la Ribera d'Ebre, província de Tarragona.
Les principals vies de comunicació són la C-12 Lleida-Tortosa, la C-45 que l'uneix amb Seròs, i a poca distància del poble, hi ha un ramal de la carretera local LV-7046, que va cap a Almatret.
Des del punt de vista cultural i econòmic Maials pertanyia a la comarca de Les Garrigues, però degut a la Divisió territorial de Catalunya aprovada l'any 1936, Maials va passar a formar part del Segrià, juntament amb Alcanó, Almatret, Aspa, Llardecans, Sarroca de Lleida, Sunyer i Torrebesses. Els elements que van justificar aquest canvi, que més que històrics eren naturals, foren els del caire comercial, és a dir, que la gent anava a comprar directament a Lleida més que a Les Garrigues. I també, que d'aquesta manera s'aconseguia un major equilibri entre la població i el territori.
| 1497 | 1515 | 1553 | 1787 | 1887  | 1900  | 1920  | 1950  | 1970  | 2010  | 2024 |
| 45   | 44   | 150  | 209  | 1.978 | 2.271 | 2.579 | 1.983 | 1.551 | 1.006 | 921  |

## Història
Maials tindria una antiguitat d'uns 2.500 anys, o almenys és el que es pot deduir per les troballes ceràmiques realitzades al nucli de població, i en especial per la zona de la Costa, què és on es va iniciar el nucli de poblament preromà que més tard donà origen a la fortificada vila de Maials. Aquesta fortificació prenia tot el sentit gràcies a la privilegiada ubicació de Maials, situat en una cruïlla de camins que comuniquen l'interior de Ponent amb la costa i el pas cap a l'interior de la Meseta cap a Saragossa.
El lloc de Maials apareix repetides vegades citat al llibre de bello civili, text de Juli César en el qual relata la seva visió de la Segona Guerra Civil de la República Romana, obra en la qual se cita com un dels punts estratègics del territori.
Com que és un lloc de pas, pel terme s'han pogut trobar restes arqueològiques de les diverses civilitzacions que han passat per la contrada, des dels ibers fins a restes de la Guerra Civil espanyola.
Durant la Primera guerra carlina, Manuel Carnicer intentà unir les forces del Maestrat amb les que operaven al Principat i estendre la revolta a la vall del Segre i l'Urgell. Els liberals van bloquejar els passos de l'Ebre a Faió, Mequinensa, Riba-roja d'Ebre i Flix, i van disposar les tropes entre Maials i Riba-Roja, encerclant als carlins, que no pogueren retirar-se ni travessar el riu, i foren derrotats a l'Acció de Maials el 10 d'abril de 1834.

## Economia
L'economia de Maials sempre ha estat lligada a l'agricultura de secà segons el model de la trilogia mediterrània, és a dir, els conreus principals sempre havien estat les oliveres, els cereals i la vinya, de major a menor grau. Però més modernament el conreu de la vinya ha desaparegut, i s'ha substituït pel conreu dels ametllers, que té una producció molt semblant a la de les oliveres. I des de fa pocs anys, gràcies als projectes del Canal Segarra-Garrigues i del Segrià-Sud, molts pagesos han començat a irrigar les seves terres, que ha provocat que ara ja es puguin conrear alguns tipus d'arbres fruiters, com els albercoquers.
Sense abandonar el sector primari de l'economia, s'ha de destacar la presència de ramaderia estabulada, principalment del sector porcí, però també del sector boví i l'aviram.
La principal empresa del poble que no és d'origen familiar és el “Sindicat” o Cooperativa del Camp Foment Maialenc, que és la que s'encarrega de la comercialització dels productes principals del poble, com són les ametlles i l'oli d'oliva. La marca comercial de l'oli és Baró de Maials, fen al·lusió a l'antiga Baronia de Maials, i està inclosa dins la Denominació d'Origen Protegida Oli Les Garrigues.
Més recentment, i gràcies a la creació del Polígon Industrial Pi Verd, el poble compta també amb una de les principals empreses de gestió mediambiental de pneumàtics.

## Política
Llista d'alcaldes des de les eleccions municipals del 1979
| Mandat    | Nom de l'alcalde          | Partit polític |
| --------- | ------------------------- | -------------- |
| 1979-1983 | Sebastià Font             | PSC            |
| 1983-1987 | Francesc Vilasetrú Aresté | PSC            |
| 1987–1991 | Francesc Vilasetrú Aresté | PSC            |
| 1991–1995 | Francesc Vilasetrú Aresté | PSC            |
| 1995–1999 | Francesc Vilasetrú Aresté | AIPM           |
| 1999–2003 | Francesc Vilasetrú Aresté | CiU            |
| 2003–2007 | Joan Sabaté Aresté        | PSC            |
| 2007–2011 | Joan Sabaté Aresté        | PSC            |
| 2011–2015 | David Masot Florensa      | CiU            |
| 2015-     | David Masot Florensa      | CiU            |

## Festes i cultura
- Festa Major d'Hivern o de Sant Sant Sebastià

Són les festes que se celebren en honor del patró del poble, Sant Sebastià, cada 20 de gener.
- Festa Major d'Estiu

És la Festa Major pròpiament dita, que se celebra cada any pels voltants del 15 d'agost, en honor de l'Assumpció de Maria, la Mare de Déu d'Agost,
- Fira de l'Oli Verd

Aquesta Fira se celebra el tercer cap de setmana de novembre, coincidint amb la producció del primer oli de la temporada.

## Llocs d'interès
- Alzina de Gabrielet
- Cooperativa del Camp Foment Maialenc
- Ermita de Sant Sebastià
- Església Barroca de l'Assumpció de Santa Maria (s.XVIII)
- Museu de la Pagesia i de la Llar.[3]
- Portal de Cal Tossalet
- Vilaclosa (antic nucli emmurallat)

## Maialencs il·lustres
- Josep Font i Sabaté (Maials, 1903 - Barcelona, 1964). Músic.
- Teresa Vilasetrú i Teixidó (Maials,1905 - Mèxic,1980), mestra republicana, exiliada a Mèxic.
- Manuel Camps i Clemente (Maials, 1920 - Vilanova de la Barca, 2013). Metge i historiador.